# Glaskunst

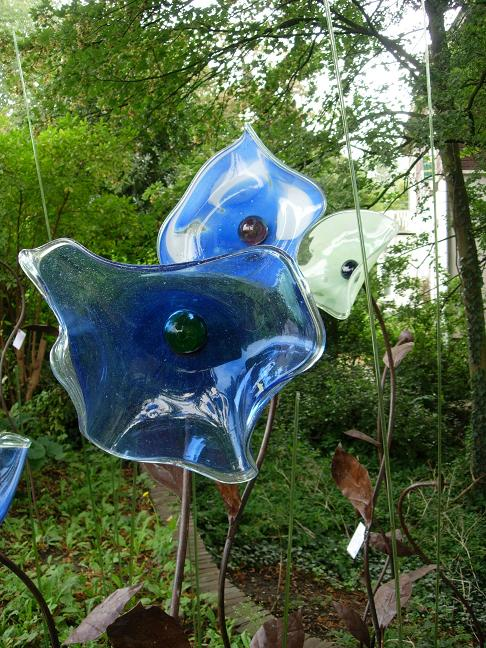
Geblazen glas

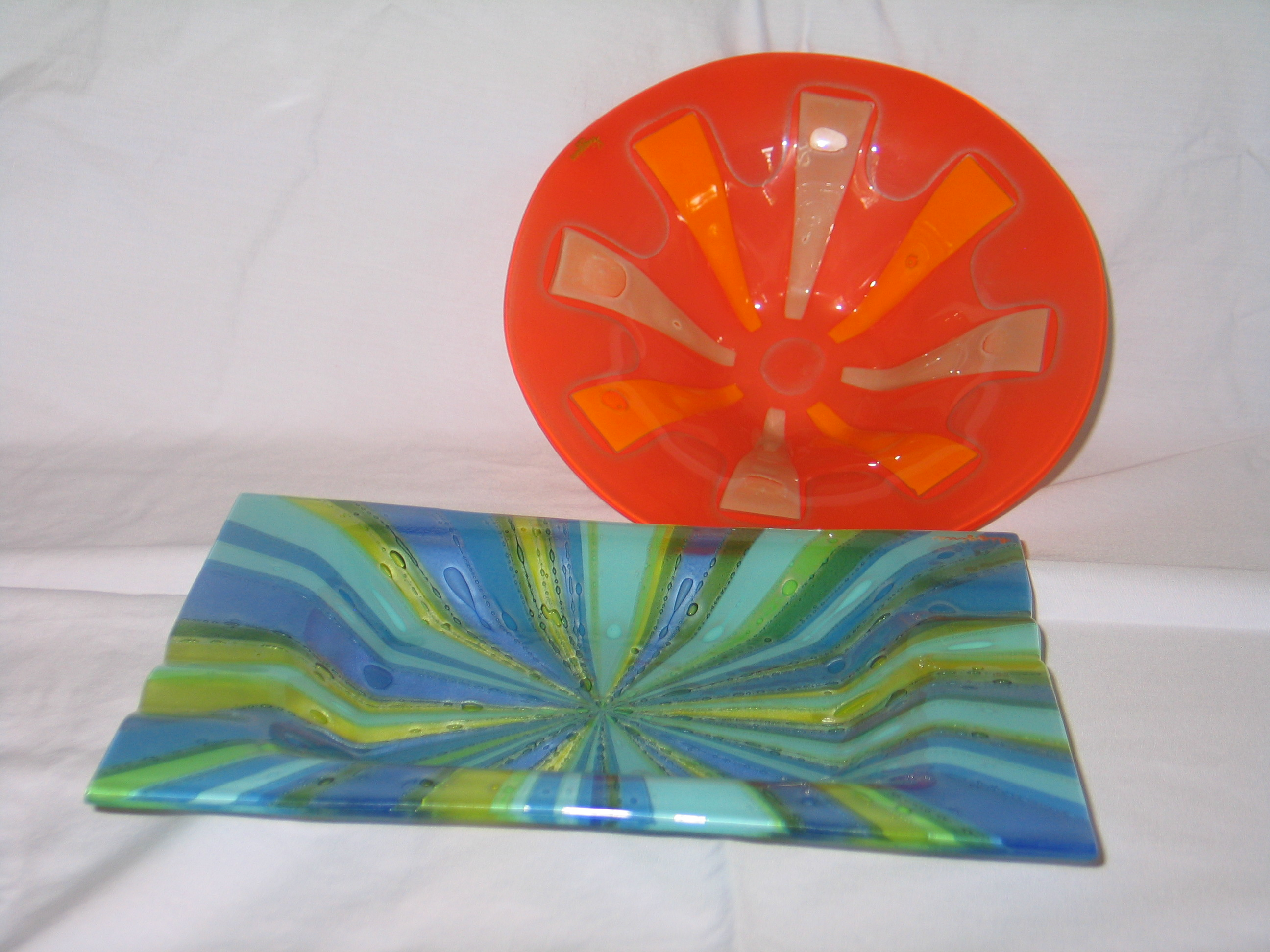
Glasfusing

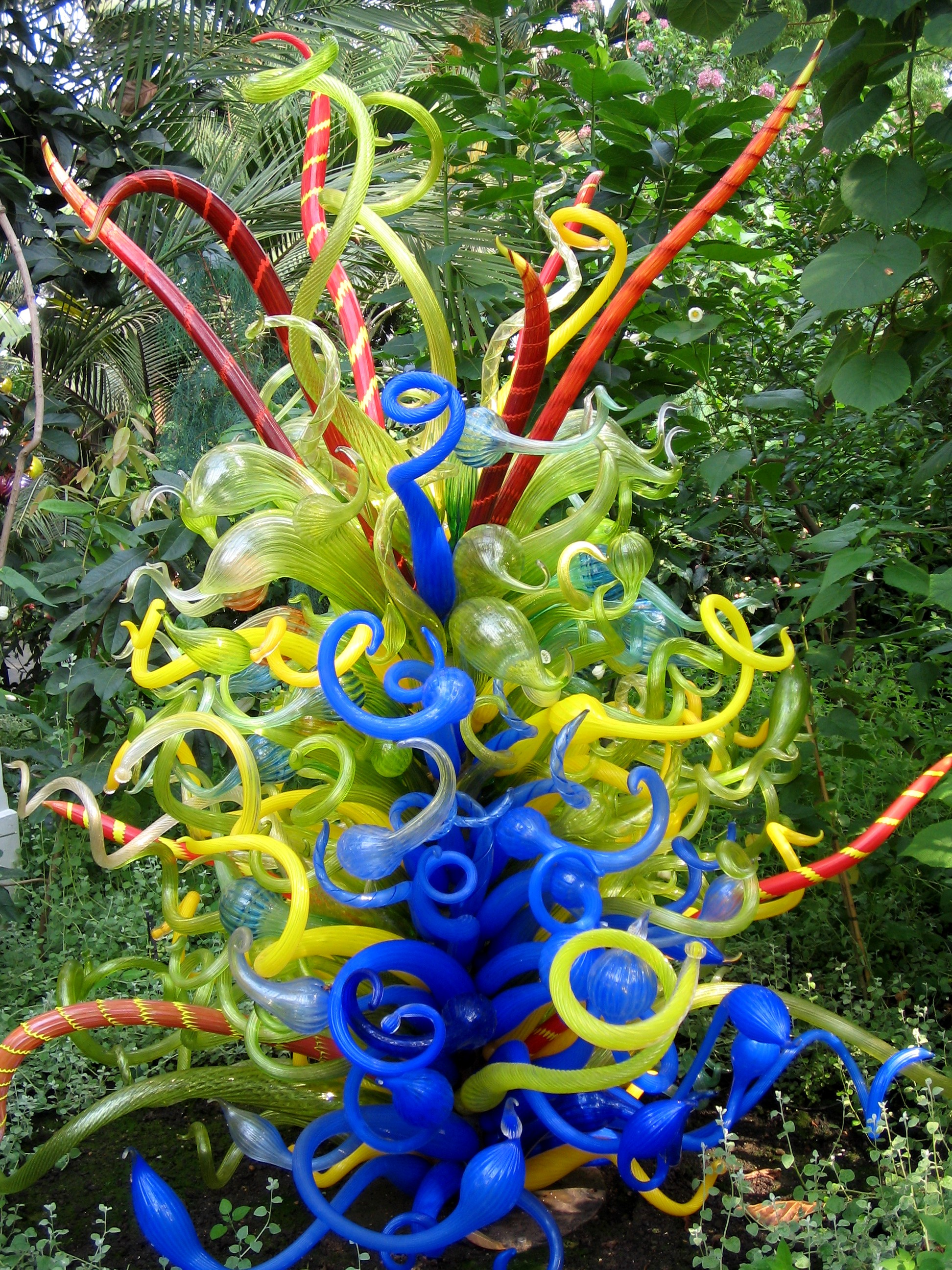
Glassculptuur

Glaskunst is een onderdeel van de beeldende kunsten. Het bekendste voorbeeld is het gebrandschilderd glasraam (met name in kerkgebouwen).

## Diverse richtingen
In de hedendaagse glaskunst kan men diverse richtingen onderscheiden, waarvan de belangrijkste zijn:
- glas in lood
- gebrandschilderd glas
- glasbeeldhouwkunst
- (artistiek) glasblazen
- studioglaskunst
- glasfusing
- Tiffany

Andere voorbeelden zijn:
- graveren of etsen in glas
- het zandstraal-procedé (wordt o.a. ook toegepast in de glasbeeldhouwkunst)
- glasmeubelontwerp
- glasslijpen voor ringen en andere sieraden

Glas wordt verder nog als materiaal/medium in diverse kunstuitingen gebruikt, maar kan dan niet als specifieke glaskunst worden aangemerkt.

## Glaskunstenaars
Voor de glaskunstenaars, die in de verschillende richtingen een belangrijke rol spelen:
zie de artikelen glas in lood, glasbeeldhouwkunst, glasblazer, studioglaskunst, glasfusing en
Tiffany. Glaskunstenaars zijn echter niet gelimiteerd tot één kunstvorm: enkele glaskunstenaars in Nederland beheersen meerdere glastechnieken, zoals Annemiek Punt (glas-in-lood, glasfusing, brandschilderen, glasblazen), Katinka Waelbers (glasblazen, glasfusing, glasbranden, glas-in-lood) en Claudia Kuyken (glas-in-lood, glasfusing, brandschilderen, glas casten, glas graveren, glas blazen aan de brander)

## Opleidingen
In het Vlaamse secundair onderwijs bestaat een studierichting glastechnieken. Ook in het hoger onderwijs bestaat er binnen de opleiding "Master in de Beeldende kunsten" een afstudeerrichting glaskunst, onder meer aan de Sint-Lucashogeschool te Gent en aan de Provinciale Hogeschool Limburg te Hasselt.

Ook het deeltijds kunstonderwijs biedt afstudeerrichtingen "glasschilderkunst", "glas-in-lood" en "glaskunst" aan.
In Nederland biedt de Gerrit Rietveld Academie de Afstudeerrichting Glas aan. In België kan een opleiding tot glaskunstenaar in het deeltijds onderwijs gevolgd worden aan het Instituut voor Kunstambachten (Ika]). Zowel de Nederlandse als de Belgische opleidingen omvatten diverse glastechnieken, waaronder glasblazen.
Aansluitend een Masteropleiding Glas, die valt onder de afdeling Vrije Vormgeving van het Sandberg Instituut.